# Национални идентитет
Национални идентитет је вишезначни појам који у најширем смислу означава идентитетску припадност одређеној нацији. Пошто је и сам термин нација такође вишезначан, конкретно значење појма национални идентитет одређује се у зависности од контекста употребе. У политичкој терминологији, појам националног идентитета најчешће се користи у два основна значења, од којих се прво односи на идентитетску припадност одређеној етничкој нацији, а друго на идентитетску повезаност за одређеном националном државом.
Посматрано из угла етничког национализма, национални идентитет подразумева припадност одређеној етничкој нацији, као заједници која окупља све своје припаднике, без обзира на територијално-политичку подељеност или држављанство (на пример, национални идентитет Срба). Тај облик националног идентитета се такође назива и етнонационални идентитет. На другој страни, национални идентитет се јавља и као осећај припадности одређеној политичкој нацији, која окупља све становнике неке државе, без обзира на њихову етничку припадност (на пример, заједнички национални идентитет Аустралијанаца као држављана Аустралије).
У процесу изградње националног идентитета у савременим националним државама које су настајале путем уједињавања више регионалних политичких ентитета (на пример, уједињење Италије или Немачке у 19. веку), вршена је идентитетска национализација односно идентитетско обликовање заједничке националне припадности путем изградње јединствене (италијанске или немачке) националности. Процес супротан изградњи националног идентитета је разградња или губљење националног идентитета, односно идентитетска денационализација.
Национални идентитет већине грађана једне националне државе или припадника једне етничке нације тежи да се ојача у временима политичке нестабилности или ратне угрожености. Пример је развој тајванског "националног" идентитета, који је ојачао након што је Тајван изгубио статус члана Уједињених нација, који је пренет на Народну Републику Кину. Становници Тајвана се и даље називају Кинезима, али све чешће се идентификују првенствено као Тајванци.
Постоје случајеви када се етнонационални идентитет супротставља националном идентитету у смислу државне припадности. На пример, многи израелски Арапи се идентификују са арапским етнонационалним идентитетом и подржавају разне палестинске политичке покрете, док су истовремено грађани државе Израел, која је у сукобу са палестинским покретима и многим арапским земљама.
Такође, постоје случајеви у којима је етнонационални идентитет одређене групе оспораван или сузбијан од стране државне власти у земљи у којој та група живи. За време комунистичке власти у Албанији, све етничке мањине су биле изложене снажним притисцима у циљу албанизације, тако да је чак било кажњиво да припадници националне мањине дају деци национална имена или да употребљавају свој језик у јавности.
Позитивно изражавање националног идентитета се манифестује као родољубље или патриотизам, а негативно као шовинизам.